# Scutiger
Scutiger es un género de anfibios anuros perteneciente a la familia Megophryidae. Se distribuyen por el sudoeste de China, el norte de Birmania, Nepal, Bután y el norte de la India.

## Especies
Se reconocen las 26 especies siguientes:
- Scutiger adungensis Dubois, 1979
- Scutiger bhutanensis Delorme & Dubois, 2001
- Scutiger boulengeri (Bedriaga, 1898)
- Scutiger brevipes (Liu, 1950)
- Scutiger chintingensis Liu & Hu, 1960
- Scutiger glandulatus (Liu, 1950)
- Scutiger gongshanensis Yang & Su, 1979
- Scutiger jiulongensis Fei, Ye & Jiang, 1995
- Scutiger kanjiroba Hofmann, Jablonski & Schmidt, 2024[2]
- Scutiger khumbu Hofmann, Ohler, Baniya, Dubois, Flecks, Jablonski, Schmidt & Dufresnes, 2025[3]
- Scutiger liupanensis Huang, 1985
- Scutiger luozhaensis Shi, Sui, Ma, Ji, Bu-Dian & Jiang, 2023[4]
- Scutiger maculatus (Liu, 1950)
- Scutiger mammatus (Günther, 1896)
- Scutiger muliensis Fei & Ye, 1986
- Scutiger nepalensis Dubois, 1974
- Scutiger ningshanensis Fang, 1985
- Scutiger nyingchiensis Fei, 1977
- Scutiger pingwuensis Liu & Tian, 1978
- Scutiger ruginosus Zhao & Jiang, 1982
- Scutiger sikimmensis (Blyth, 1855)
- Scutiger spinosus Jiang, Wang, Li & Che, 2016
- Scutiger tuberculatus Liu & Fei, 1979
- Scutiger wanglangensis Ye & Fei, 2007
- Scutiger wuguanfui Jiang, Rao, Yuan, Wang, Li, Hou, Che & Che, 2012
- Scutiger wolong Lyu, Gao, Huang, Wu, D. Jiang, K. Jiang & Li, 2024[5]